# Scindapsus altissimus
Scindapsus altissimus är en kallaväxtart som beskrevs av Cornelis Rugier Willem Karel van Alderwerelt van Rosenburgh. Scindapsus altissimus ingår i släktet Scindapsus och familjen kallaväxter. Inga underarter finns listade.